# Daniel Gremelle
Daniel Gremelle est un saxophoniste français né en 1963 à Hénin-Beaumont dans le Pas-de-Calais.

## Biographie

### Études musicales
Daniel Gremelle commence ses études à l’âge de 16 ans au conservatoire de Douai où il obtient à l'unanimité une médaille d'or en 1983. Il obtient un premier prix à l’unanimité avec les félicitations du jury de la ville de Paris en 1984. Puis il remporte en 1985 un premier prix d'honneur au concours Léopold Bellan. En 1987, il obtient le premier prix à l'unanimité au concours international UFAM de Paris ; la même année, il obtient le premier prix à l'unanimité avec les félicitations du jury au concours des jeunes interprètes de la ville de Dunkerque ainsi que la médaille du meilleur soliste. L'année suivante, en 1988, il remporte le premier prix du concours national d’interprétation musicale d'Aix-les-Bains et un premier prix au Conservatoire national supérieur de musique et de danse de Paris dans la classe de Daniel Deffayet. En 1989, il est premier du Concours International de saxophone de Paris à Radio France et remporte le grand prix.  Premier nommé de la Guilde française des artistes solistes, il est le seul saxophoniste à avoir obtenu cette distinction. Enfin en 1990, il est premier grand prix à l'unanimité au concours international « Adolphe Sax » de L'Haÿ-les-Roses près de Paris.

## Carrière

### Le musicien d'orchestre
Daniel Gremelle est soliste à la Musique des gardiens de la paix depuis 1985, avec laquelle il a enregistré des œuvres concertantes (Tomasi, Dubois, Rivier, Huggens, Pichaureau). Saxophone Solo de l'Orchestre National de l'Opéra de Paris depuis 1990, il est fréquemment et régulièrement sollicité pour jouer dans les orchestres prestigieux tel que l’Orchestre national de France, l’Ensemble orchestral de Paris, l’Ensemble intercontemporain, l’Orchestre de Paris, l’Orchestre Philharmonique de Radio France, l’Orchestre national du Capitole de Toulouse, l’Orchestre de la Scala de Milan, et l’Orchestre philharmonique de Berlin (comme le Boléro (Ravel) : en CD dirigé par Pierre Boulez et DVD dirigé par Georges Prêtre).
Il a joué sous la direction de grands chefs d’orchestre comme Pierre Boulez, Myung-Whun Chung, David Robertson, Michel Plasson, Georges Prêtre, Kent Nagano, Semyon Bychkov, Jeffrey Tate, James Conlon, Claudio Abbado, Ulf Schirmer, Seiji Osawa, Lorin Maazel…
Sa carrière de soliste international lui permet d'être invité dans les plus grandes salles au Japon, Brésil, Chine, Italie, Suisse, Allemagne, Slovaquie, îles Canaries, Taiwan … et de jouer en soliste avec de nombreux orchestres.

### L'enseignant
Pédagogue confirmé, il est professeur de saxophone au conservatoire de Rueil-Malmaison et directeur de collection aux éditions Gérard-Billaudot.

## Créations
Créateur de nombreux concertos pour saxophone et orchestre, dont il est le dédicataire, il a fait la création de l’ultime œuvre de Pierre-Max Dubois : le 2e concerto pour saxophone avec l'orchestre symphonique de Douai ; la création du concerto d'Armando Ghidoni en Italie avec l'orchestre de la Philharmonie de Trento ; la création de Sonances de Patrice Sciortino en Slovaquie avec l'orchestre de Kosice ; la création française de Where The Bee Dances de Michael Nyman, salle Gaveau à Paris, avec l'Orchestre Colonne, la création du concerto de Michiru Ōshima au Japon, avec le Tokyo City Philharmonic Orchestra, et avec l’Orchestre de Picardie, le Concerto pour saxophone de Francine Aubin.